# 富田 (四日市市)
富田（とみだ）は、三重県四日市市の町名。現行行政地名は富田一丁目から四丁目。郵便番号は510-8014（集配局:四日市郵便局）。

## 地理
四日市市東部に位置し、北東は松原町・富州原町、北西は西富田町・富田栄町、南東は東富田町、南は南富田町、南西は大字茂福・南富田町に接し、北の一点で西富田二丁目、東の一点で富田一色町に接する。

## 世帯数と人口
2025年（令和7年）4月1日現在の世帯数と人口は以下の通りである。
| 町丁       | 世帯数    | 人口    |
| ---------- | --------- | ------- |
| 富田一丁目 | 329世帯   | 676人   |
| 富田二丁目 | 315世帯   | 673人   |
| 富田三丁目 | 636世帯   | 1,361人 |
| 富田四丁目 | 265世帯   | 662人   |
| 計         | 1,545世帯 | 3,372人 |

## 学区
市立小・中学校に通う場合、学区は以下の通りとなる。
| 番・番地等 | 小学校               | 中学校               |
| ---------- | -------------------- | -------------------- |
| 全域       | 四日市市立富田小学校 | 四日市市立富田中学校 |

## 歴史
富田の地名は、鎌倉時代から南北朝時代にかけて伊勢国朝明郡に富田御厨として見えた。江戸時代から明治にかけては東富田村・西富田村（大矢知地区所属）として存在した。また、近隣6村（東富田村・西富田村・富田一色村・天ケ須賀村・松原村・蒔田村）を総称して富田六郷と呼ばれていた。

### 町名の由来
米が多く獲れる美田であったことによる説や、「とんだ」から「とみだ」に転訛した説がある。

### 沿革
- 1966年（昭和41年） - 大字東富田・茂福・松原・富田一色の各一部より、富田一丁目から四丁目が成立[6]。

### 史跡
- 富田の一里塚跡（三重県指定史跡）

## 施設
- 三重県立四日市高等学校
- 四日市市立富田小学校
- 四日市市立富田こども園
- 富田幼稚園
- 四日市北消防署
- 三十三銀行富田支店・富田駅前支店
- JAみえきた朝明支店
- 三岐鉄道本社
- NTT西日本富田ビル
- 四日市市富田地区市民センター
- 正泉寺
- 長興寺
- 妙延寺
- 鳥出神社
- 八幡神社

## 交通

### 鉄道
- JR関西本線 富田駅
- 近鉄名古屋線・三岐鉄道三岐線 近鉄富田駅

### 道路
- 国道1号
- 三重県道8号四日市鈴鹿環状線
- 三重県道401号桑名四日市線
- 三重県道520号富田停車場線